# Aporum mannii
Aporum mannii é uma espécie de orquídea epífita de hábito pendente e flores pequenas, que habita de Arunachal Pradesh à Península da Malásia.